# Acroricnus peronatus
Acroricnus peronatus là một loài tò vò trong họ Ichneumonidae.